# Parapsicephalus

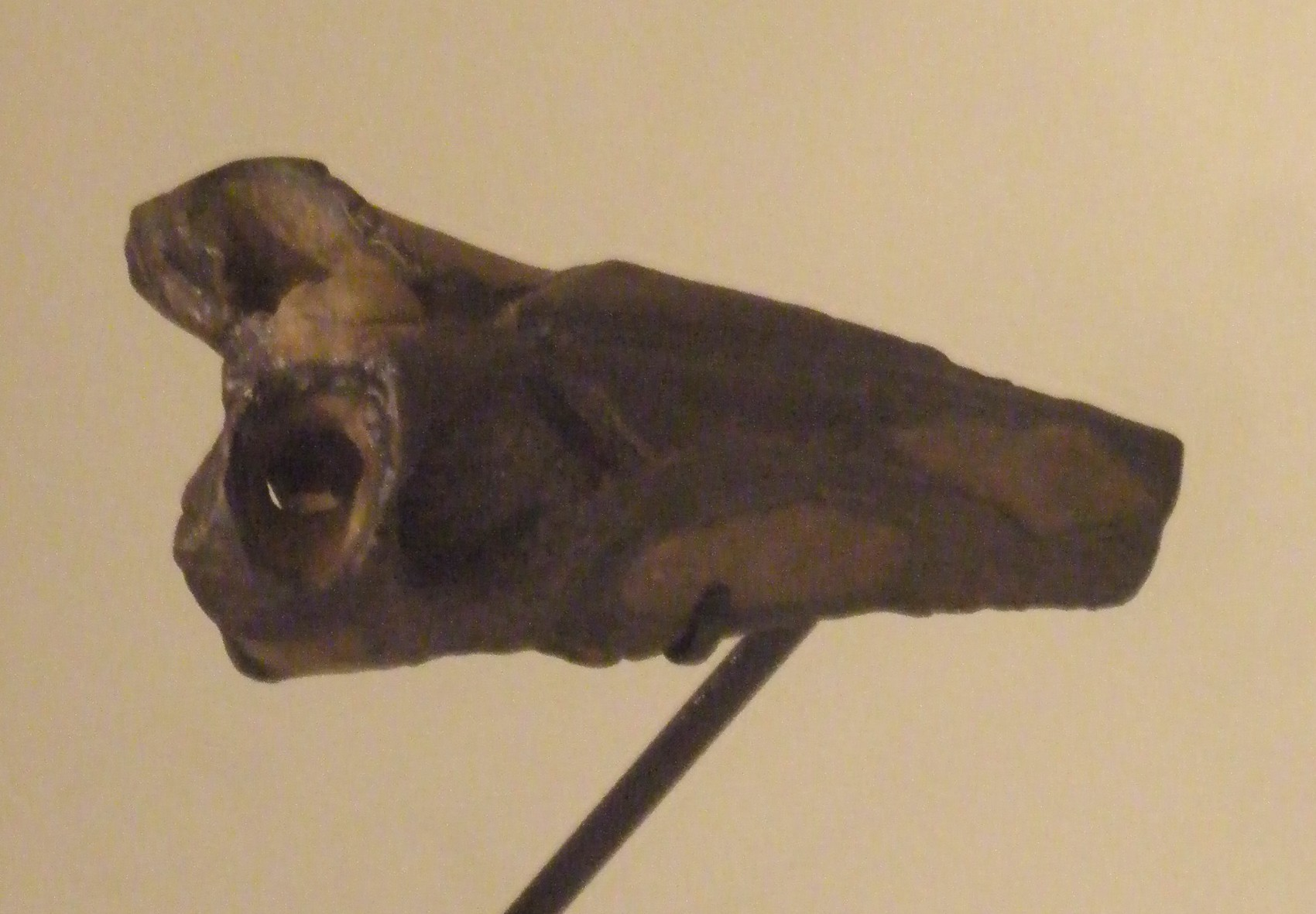
Een afgietsel van het fossiel van Parapsicephalus purdoni, hier van bovenaf bekeken

Parapsicephalus is een geslacht van uitgestorven pterosauriërs dat leefde in het Vroeg-Jura in het gebied van het huidige Engeland.
In de jaren tachtig van de negentiende eeuw vond dominee D. W. Purdon in de Alum Shale bij Loftus in Yorkshire, in de buurt van Staithes en Whitby, een laag leisteen uit het Toarcien, een stuk schedel van een pterosauriër. Het werd in 1888 door Edwin Tulley Newton, die het fossiel van de herfst van 1887 af geprepareerd had,  benoemd als de soort Scaphognathus purdoni, de soortaanduiding eert de vinder. In 1919 benoemde Gustav von Arthaber een apart geslacht: Parapsicephalus, 'dubbel gewelfde kop' in het Klassiek Grieks, een verwijzing naar de preparatie door Newton die ook de hersenpan blootgelegd had. Formeel blijft Scaphognathus purdoni hiervan de typesoort met als nieuwe combinatienaam Parapsicephalus purdoni.
Bij de preparatie verwijderde Newton de linkerbovenkant van de schedel. Daarbinnen bevond zich, zoals hij al van onderen had kunnen waarnemen, een natuurlijk afgietsel van de herseninhoud, zodat bij een helft de structuur van de hersenen zichtbaar werd. Het bleek dat die wat betreft de proporties meer op die van vogels dan reptielen leken. De hersenen waren 25 mm lang. Het voorste brein was bol uitgegroeid, evenals de lobi optici, de kleine hersenen en de flocculi die tijdens de vlucht het evenwicht controleren. De reukkwabben waren echter erg klein. De relatieve grootte van de hersenen lag tussen die van vogels en reptielen in. Later zijn er nog andere natuurlijke afgietsels van pterosauriërhersenen gevonden maar dit was het eerste.
Het schedelfragment was verder vrij langgerekt, liep vooraan tot voorbij de neusgaten, was van boven bol en had een lengte van veertien centimeter. De oogkassen lagen hoog en waren enigszins driehoekig van vorm. De neusgaten waren groot en langgerekt. Het os quadratum liep tamelijk steil omhoog. De fenestra antorbitalis was de grootste schedelopening. Het slaapvenster was groot en afgerond. Er was een brede middenopening in het verhemelte; de ploegschaarbeenderen waren lang en smal. De vleugelspanwijdte van het dier is geschat op ruim een meter.
In 2003 beweerde David Unwin dat de soort bij Dorygnathus hoorde als een D. purdoni.
Traditioneel werd Parapsicephalus meestal ondergebracht bij de Rhamphorhynchidae; tegenwoordig is zijn status en positie omstreden.